# Gladovec Kravarski
Gladovec Kravarski je naseljeno mjesto u Republici Hrvatskoj u Zagrebačkoj županiji. 

## Zemljopis
Administrativno je u sastavu općine Kravarsko. Naselje se proteže na površini od 9,53 km². Naselje se sastoji od zasebnih zaseoka raspoređenih na brda iznad doline potoka Kravaršćica.

## Stanovništvo
Prema popisu stanovništva iz 2011. godine u Gladovcu Kravarskom živi 199 stanovnika. Gustoća naseljenosti iznosi 21 st./km².
| broj stanovnika | 147   | 150   | 116   | 137   | 144   | 160   | 147   | 166   | 176   | 185   | 165   | 164   | 160   | 188   | 212   | 199   | 194   |
|                 | 1857. | 1869. | 1880. | 1890. | 1900. | 1910. | 1921. | 1931. | 1948. | 1953. | 1961. | 1971. | 1981. | 1991. | 2001. | 2011. | 2021. |